# ワダイ帝国
ワダイ・スルタン国 (アラビア語: سلطنة وداي Saltanat Waday, フランス語: royaume du Ouaddaï, フール語: Burgu or Birgu 1501–1912) は、現在のチャドのチャド湖東方と中央アフリカ共和国に位置したアフリカのスルタン国であった。ワダイ帝国は17世紀に初代スルタンのアブド・アル・カリムの主導で、この地域の支配者であったトゥンジュール人を打倒し、建国された。それまでダルフール・スルタン国（現在のスーダンに位置していた）が領有していたバギルミ・スルタン国の北東の土地を占拠した。

## 歴史

### 起源
1630年代以前のワダイは、ダルフール人にブルグとも呼ばれる、1501年頃に成立した非イスラム国家、トゥンジュール王国の領土であった。ワダイとなった地域に最初に移住したアラブ人はアッバース朝のカリフの子孫であると主張し、その中でも特にサリーフ・イブン・アブドゥッラーフ・イブン・アッバースの子孫であることを主張した。アッバース一族の指導者ヤメは将来的に首都となるウアラ（ワラ）近郊のデッバにアラブ人移民とともに定住した。
1635年、マバをはじめとするこの地域の小集団は、アッバース貴族の血を引く アブド・アル・カリム ・アル・アッバーシー をイスラームの旗印として結集し、東方からの侵攻を指揮し、当時ダウドという王が主導していたトゥンジュールの集団を打ち倒した。アブド・アル・カリムはアッバース家のヤメの息子である。アブド・アル・カリムはトゥンジュール王ダウドの娘メイラム・アイサと結婚し、加えて地元の王朝や部族、例えば マハミード族やベニ・ハルバ族 と婚姻協定を結び、地域での権力を確保し中央集権化を図った。アブド・アル・カリムは初代コラク（スルタン）となり、ワダイ帝国はフランスが到来するまで続く王朝となった。
18世紀の大半のワダイの歴史はダルフール・スルタン国との戦争が特徴である、1700年代初頭、アブド・アル・カリムの孫であるヤクブ・アルス (1681-1707) の治世下では数年にもわたってひどい旱魃に見舞われた。

### 拡大

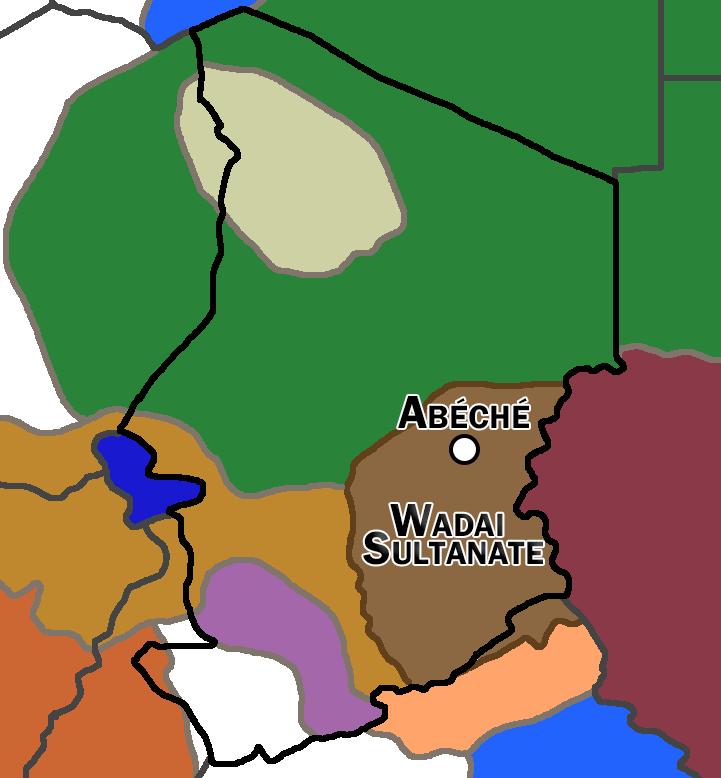
1890年、チャド湖の東方に位置するワダイ帝国

1804年から始まったムハンマド・サブン (1804 – 1815) の治世下で、ワダイ帝国はサハラ交易のルートにまたがる位置から多大な利益を獲得し、勢力を拡大し始めた。エネディ、クフラ、ジャールー、アウジラを経てベンガジに至る北方への交易路を発見し、サブンはこれを利用するため王立のキャラバンを編成した。サブンは独自の貨幣鋳造を始め、さらに北アフリカから鎖帷子、火器を輸入するとともに軍事顧問団を招いた。サブンの後継者はサブンほど有能ではなく、ダルフールは1838年に発生した継承争いに乗じ、ワダイの首都、ウアラに独自の王位請求者を立ててワダイの政権を握った。しかし、ダルフールが立てたムハンマド・ シャリフはダルフールからの干渉を拒み、自らの権限を強く主張したため、この戦術はダルフールにとって裏目に出た。この結果ムハンマド・シャリフはワダイの諸派からも受け入れられ、ワダイで最も有能な統治者となった。
シャリフはボルヌにまで遠征し、そのうちにバギルミ・スルタン国やシャリ川にまで及ぶ諸王国に対しての覇権を確立した。シャリフはメッカでサヌーシー教団の創始者と会った。サヌーシー教団はキレナイカ（現在のリビアの一部）の住民の間で強い勢力を築いていたイスラームの教団であり、フランスの植民地化に対する強力な抵抗源となった。

### ワダイ帝国の衰退

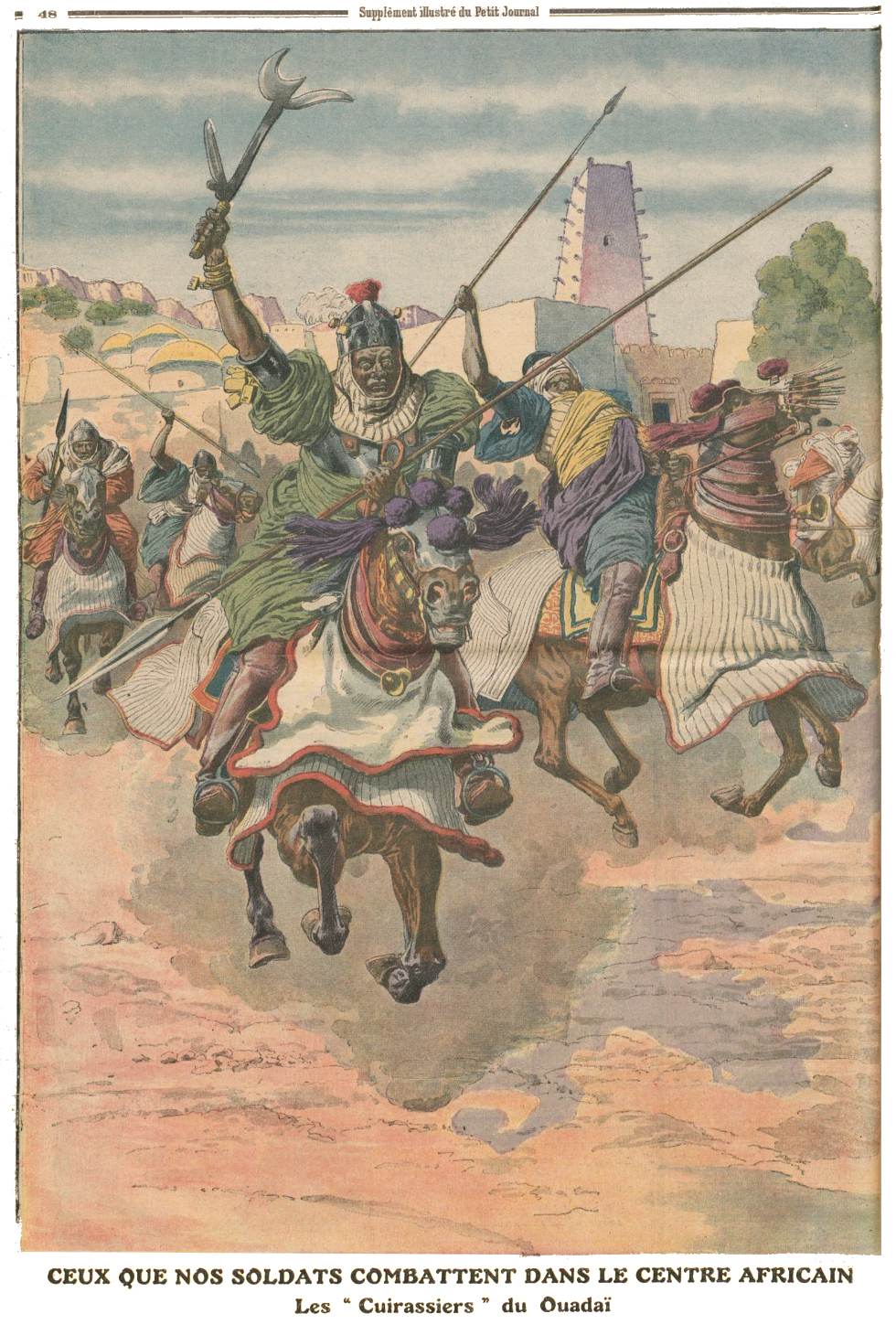
ワダイ帝国騎兵隊の最後の突撃 槍と弓、剣で武装し、耳をつんざくような音楽とともにワダイ帝国軍は旧来の戦法（騎兵の集団突撃に続き歩兵隊が突撃する）を堅持した。しかし、近代的な兵器に対しては不十分な戦法であった。

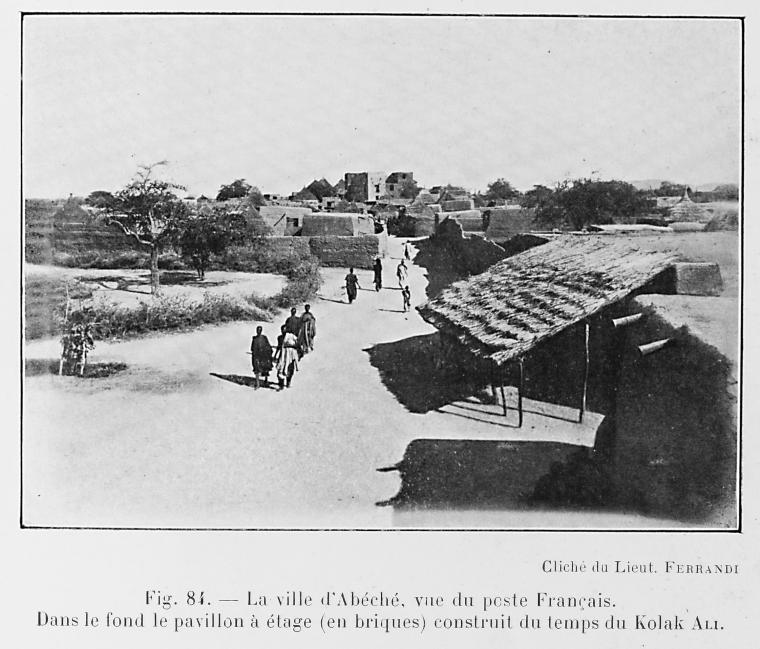
アベシェの風景、ワダイ帝国最後のスルタン、アシル・コラクが建設した建物がある。写真はフランス併合後の1918年。

ワダイのスルタン、ダウド・ムッラーはフランスの支配に抵抗したものの、1909年6月6日、フランス軍に首都アベシェを占領され、傀儡のスルタンが立てられた。最後の独立したワダイのスルタンであるアシル・コラクは1912年に捕らえられ、スルタン国の独立は終わった。
1935年、フランスの宗主下でワダイ・スルタン国は再建され、 ムハンマド・ウラダ・イブン・イブラヒムがコラク、またはスルタンとなった。スルタン国は現在も引き続いてチャド共和国の宗主下にあり、1977年から現在までのコラクイブラヒム・イブン・ムハンマド・ウラダである。
ワダイ帝国は1960年のチャド共和国独立とともにチャドの一部となった。現在のワダイ州は旧ワダイ帝国の領域の一部を占めている。主要都市はアベシェである。